# Thruxton 500
La Thruxton 500 va ser una cursa de resistència per a motocicletes de carretera basades en models de producció que es va disputar al circuit de Thruxton, prop d'Andover (Hampshire) del 1958 al 1973. Els equips participants constaven de dos pilots que s'alternaven als comandaments de la moto i calia completar una distància total de 500 milles (804,67 km).

## El circuit de Thruxton
Tal com va passar amb molts aeròdroms militars un cop acabada la Segona Guerra Mundial, el RAF Thruxton va trobar una nova utilitat a la dècada del 1950 com a circuit de curses de motociclisme. Declarat excedent a requeriment de la RAF el 1946, el circuit inicial incloïa tant les pistes d'aterratge com la via perimetral.
El 1949, el Southampton and District Motorcycle Club (SDMCC) va presentar una sol·licitud a l'Auto Cycle Union per a l'aprovació del circuit per a allotjar curses de motocicletes, de manera que el dia d'Any Nou de 1950 s'hi va fer una inspecció oficial a la qual hi van assistir Syd Lawton, Arthur Wheeler, Cyril Quantrill i una sèrie de membres de l'SDMCC. El resultat fou positiu i es va concedir el certificat de validesa com a circuit. La primera cursa de motocicletes a Thruxton, organitzada per l'SDMCC, va tenir lloc el dilluns de Pasqua de 1950. El 4 d'agost de 1952, el Bristol Motorcycle and Light Car Club hi va organitzar una altra cursa. El 1953 es va eliminar del traçat la recta que anava en sentit est/oest, s'hi va incloure la part oest de la pista perimetral i se'n va canviar la direcció per tal que les curses seguissin el sentit horari.
El 1955, l'SDMCC va organitzar al circuit de Thruxton una primera cursa de resistència de nou hores de durada per a motocicletes de producció. A aquesta edició la van succeir dues més d'iguals els anys 1956 i 1957, fins que el 1958 es va estrenar el nou format de 500 milles, el qual va esdevenir un èxit i va fer del circuit un dels més coneguts arreu del país.
Les curses de motocicletes van continuar al mateix circuit, que no s'havia tornat a asfaltar des de la guerra i s'anava esquerdant lentament, fins al 1965, quan es va decidir de crear una nova pista. El nou traçat ignorava les pistes d'aviació originals i seguia la carretera perimetral amb l'afegitó d'una xicana i tres revolts tancats seguits (anomenats respectivament Campbell, Cobb i Segrave). Aquest nou circuit es va conèixer popularment com a the complex.
El 1968, el British Automobile Racing Club es va fer càrrec de l'equipament i va tornar a fer servir el circuit més llarg. Actualment només se celebra una cursa de motociclisme a l'any a Thruxton, concretament, una ronda del Campionat britànic de Superbike.

## Història de la cursa

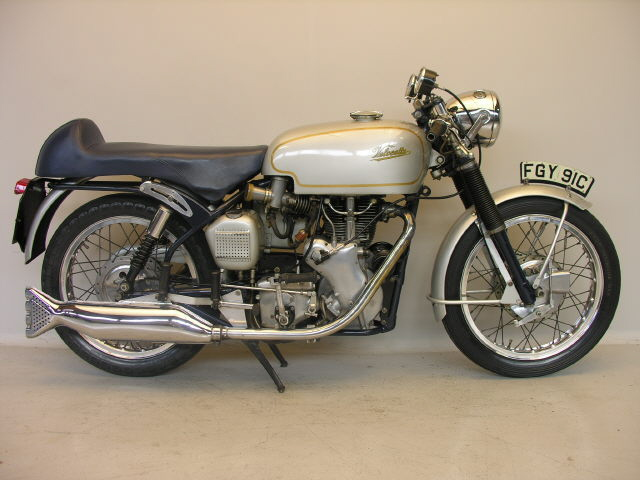
Una Velocette Thruxton 500 cc de 1965.

El 1958, el format de la cursa de resistència inicial, creada el 1955, canvià del termini de temps de 9 hores a la distància total de 500 milles. Entre aquell any i el 1973 hi va haver un total de dotze edicions de la Thruxton 500. Quatre d'elles es van haver de córrer en dos circuits diferents a causa de les males condicions de la pista de Thruxton. La primera va ser la de 1965 a Castle Combe i les tres següents (1966-1968) es van disputar a Brands Hatch.
Durant la dècada del 1960, la Thruxton 500 va ser molt important per als fabricants de motocicletes britànics, ja que servia de prova de les seves motos i els proporcionava visibilitat. Una victòria o un podi a la cursa oferia oportunitats publicitàries i augmentava les vendes, cosa que va donar lloc a una gran competència al circuit. Se suposava que les motocicletes que hi participaven eren les mateixes que es podien comprar al carrer, però la majoria de fàbriques de l'època invertien en un equip de curses que invariablement desenvolupava les motocicletes tant com era possible. El 1964, Triumph va mostrar a l'Earls Court Show per primera vegada la seva Thruxton Bonneville, un model amb aspecte de moto de curses fet a amà i amb especificacions addicionals que es va llançar amb una producció molt limitada el 1965. També Velocette va llançar diversos models de motocicleta amb el nom de Thruxton.
A banda de les clàssiques Thruxton 500, al mateix circuit s'hi van fer altres curses de resistència: el 1974 i 1975 amb el nom de Powerbike International i el 1976 i el 1977 com a Grand Prix d'Endurance. A més, l'SDMMC va organitzar set curses més de resistència en diferents circuits del Regne Unit.
Altres proves similars a l'època van ser la Hutchinson 100, organitzada per Bemsee a Silverstone, i el 'Motor Cycle' 500 a Brands Hatch (1966), on Mike Hailwood hi va fer una exhibició amb una Honda CB450 Black Bomber equipada amb carenat esportiu. No va poder, però, competir a la categoria de 500cc perquè la FIM no la va admetre com a moto de producció pel fet de disposar d'un motor DOHC.

## Llista de guanyadors

### 9 Hores de Thruxton
Font:
| Any  | Equip                 | Motocicleta | Velocitat mitjana                   |
| ---- | --------------------- | ----------- | ----------------------------------- |
| 1955 | W.E. Dow i E.B.Crooks | BSA 500     | 67.71 milles per hora (108.97 km/h) |
| 1956 | K.W. James i I.Lloyd  | BSA 350     | 72.3 milles per hora (116.4 km/h)   |
| 1957 | F.Weber i R. Avery    | BSA 350     | 67.0 milles per hora (107.8 km/h)   |

### Thruxton 500 (circuit de Thruxton)
| Any  | Equip                          | Motocicleta       | Velocitat mitjana                   |
| ---- | ------------------------------ | ----------------- | ----------------------------------- |
| 1958 | Mike Hailwood i Dan Shorey     | Triumph 650       | 66.0 milles per hora (106.2 km/h)   |
| 1959 | John Lewis i Bruce Daniels     | BMW R69 600       | 66.88 milles per hora (107.63 km/h) |
| 1960 | Ron Langston i Don Chapman     | AJS 31CSR 650     | 68.48 milles per hora (110.21 km/h) |
| 1961 | Tony Godfrey i John Holder     | Triumph T120R 650 | 67.29 milles per hora (108.29 km/h) |
| 1962 | Phil Read i Brian Setchell     | Norton 650        | 76.45 milles per hora (123.03 km/h) |
| 1963 | Phil Read i Brian Setchell     | Norton 647        | 68.57 milles per hora (110.35 km/h) |
| 1964 | Brian Setchell i Derek Woodman | Norton 650        | 68.57 milles per hora (110.35 km/h) |
|      |                                |                   |                                     |
| 1969 | Percy Tait i Malcolm Uphill    | Triumph 650       | 84.30 milles per hora (135.67 km/h) |
| 1970 | Peter Williams i Charley Sanby | Norton 745        | 74.80 milles per hora (120.38 km/h) |
| 1971 | Percy Tait i Dave Croxford     | Triumph 744       | 84.64 milles per hora (136.21 km/h) |
| 1972 | Dave Croxford i Mick Grant     | Norton 745        | 85.00 milles per hora (136.79 km/h) |
| 1973 | Rex Butcher i Norman White     | Norton 745        | 82.57 milles per hora (132.88 km/h) |

### Cursa de 500 milles a circuits alternatius
| Any  | Equip                      | Circuit      | Motocicleta | Velocitat mitjana                   |
| ---- | -------------------------- | ------------ | ----------- | ----------------------------------- |
| 1965 | Dave Degens i Barry Lawton | Castle Combe | Triumph 650 | 79.18 milles per hora (127.43 km/h) |
| 1966 | Dave Degens i Rex Butcher  | Brands Hatch | Triumph 650 | 79.10 milles per hora (127.30 km/h) |
| 1967 | Percy Tait i Rod Gould     | Brands Hatch | Triumph 649 | 79.15 milles per hora (127.38 km/h) |
| 1968 | Dave Nixon i Peter Butler  | Brands Hatch | Triumph 490 | 75.52 milles per hora (121.54 km/h) |